# Wireless Markup Language
Wireless Markup Language (WML), XML-språk som används vid skapandet av WAP-sidor, avsedda för mobiltelefoner eller enheter med långsam överföring, dvs låg bandbredd. WML är optimerat för att passa trådlös kommunikation. Sedan telefonerna blivit mer kraftfulla och allt oftare klarar HTML har WML mer och mer kommit i skymundan.